# Viracochiella latilamellata
Viracochiella latilamellata är en kvalsterart som först beskrevs av Mihelcic 1956.  Viracochiella latilamellata ingår i släktet Viracochiella och familjen Ceratozetidae. Inga underarter finns listade i Catalogue of Life.